# Acido pamidronico
L'acido pamidronico o pamidronato è una molecola appartenente alla classe dei bifosfonati. Il farmaco è utilizzato nella terapia e nella prevenzione dell'osteoporosi, nella cura della malattia di Paget dell'osso, nell'osteogenesei imperfetta e nel trattamento delle complicanze ossee (lesioni osteolitiche) associate a metastasi, in particolare di tumori della mammella, dell'osteosarcoma e del mieloma multiplo. In Italia il farmaco è venduto dalla società farmacologica  Novartis Farma con il nome commerciale di Aredia nella forma farmacologica di soluzione per infusione da 15, 30, 60 e 90 mg. È inoltre commercializzato da numerose altre società farmaceutiche come farmaco equivalente.

## Farmacodinamica
Pamidronato, come altre molecole appartenenti alla classe dei bifosfonati, agisce sulla struttura e sulla mineralizzazione dell'osso, inibendone il riassorbimento, apparentemente senza inibire la formazione dell'osso e la mineralizzazione.
Il farmaco è in grado di inibire sia la formazione che la dissoluzione dei cristalli di idrossiapatite oltre che esercitare una potente azione di inibizione dell'attività osteoclastica. Gli studi sperimentali hanno dimostrato che l'acido pamidronico inibisce l'osteolisi tumorale. La sua azione contrasta quindi l'ipercalcemia neoplastica. In corso di trattamento infatti la calcemia e la fosfatemia tendono a diminuire, presumibilmente per un ridotto rilascio a livello osseo.

## Farmacocinetica
Dopo infusione endovenosa di pamidronato, nella forma di sale disodico, l'assorbimento si completa, per definizione, al termine dell'infusione stessa. Il legame con le proteine plasmatiche è piuttosto basso, circa il 54%.
Pamidronato non viene metabolizzato dall'organismo e la sua eliminazione avviene esclusivamente per via urinaria. Dopo l'infusione il farmaco, entro 72 ore, viene escreto nelle urine in forma immodificata, in una percentuale variabile tra il 20 e il 55% della dose somministrata.

## Usi clinici
Pamidronato è utilizzato nel trattamento adiuvante di soggetti affetti da metastasi ossee litiche e da mieloma multiplo, oltre che nei soggetti affetti da osteolisi neoplastica con ipercalcemia.
Trova anche indicazione nel trattamento dell'osteoporosi post menopausa, della malattia di Paget dell'osso e per prevenire l'osteoporosi secondaria a trattamento cronico con steroidi. È stato anche utilizzato in associazione alla chemioterapia per il trattamento dell'osteosarcoma.

## Effetti collaterali ed indesiderati
- Iperpiressia (febbre alta) con brividi, malessere generale, stanchezza e vampate di calore.
- Dispepsia, nausea, vomito, anoressia, dolore addominale, diarrea o costipazione.
- Importante dolore muscolare (mialgia), articolare (artralgia) od osseo
- Dolore inusuale e di nuova insorgenza a livello della coscia od anca
- Aumento della creatinina e più raramente insufficienza renale associata a marcata riduzione della diuresi (glomerulopatia collassante).
- Tendenza all'edema (gonfiore) ed al rapido aumento di peso.
- Convulsioni.
- Dolore oculare, disturbi visivi, congiuntivite; più raramente uveite, irite, iridociclite, sclerite ed episclerite.
- Confusione mentale, difficoltà di concentrazione,
- Insufficienza ventricolare sinistra con dispnea e raramente edema polmonare. In alcuni pazienti sono state segnalate tachicardia od aritmie.
- Osteonecrosi della mandibola è una complicanza rara che è stata associata con l'uso di bifosfonati, compreso l'acido pamidronico.[14][15] Questo evento avverso si osserva in particolare in soggetti affetti da mieloma multiplo e trattati con pamidronato che vengono sottoposti ad estrazioni dentarie.

## Dosi terapeutiche
Il trattamento con acido pamidronico avviene previa diluizione del farmaco in una soluzione per infusione priva di calcio, ad esempio sodio cloruro 0,9% o soluzione glucosata 5%. L'infusione deve avvenire lentamente. In genere si raccomanda di non superare la dose di 90 mg, diluiti in 500 ml, e somministrati nell'arco di tempo di 4 ore.
- Ipercalcemia

La dose raccomandata è di 60 – 90 mg in singola infusione. Se un'ipercalcemia significativa persiste oppure si ripete, si può considerare di infondere una seconda dose, identica alla prima. I pazienti con recidive frequenti di ipercalcemia possono richiedere infusioni di pamidronato ogni 2 o 3 settimane al fine di mantenere una normocalcemia. Il paziente deve essere adeguatamente reidratato sia prima che durante il trattamento.
- Metastasi ossee di tipo litico e mieloma multiplo

La dose raccomandata è di 90 mg in singola infusione. Il trattamento deve essere ripetuto ogni 4 settimane. Nei soggetti sottoposti a trattamento chemioterapico con intervallo di 3 settimane anche l'infusione del bifosfonato può osservare tale intervallo.
- Malattia ossea di Paget

La dose raccomandata è di 30 mg per via endovenosa per 3 giorni consecutivi.